# D. Magruder
Pour les articles homonymes, voir Magruder.
D. L. Magruder (prénom inconnu) est un joueur de tennis américain de la fin du XIXe siècle et du début du XXe siècle.
Il a remporté l'US Men's National Championship : en double mixte en 1897 (avec Laura Henson) . 

## Palmarès (partiel)

### Titre en double mixte
| No | Date       | Nom et lieu du tournoi                 | Catégorie | Surface      | Partenaire   | Finalistes            | Score         |          |
| -- | ---------- | -------------------------------------- | --------- | ------------ | ------------ | --------------------- | ------------- | -------- |
| 1  | 15-06-1897 | US National Championships Philadelphie | G. Chelem | Gazon (ext.) | Laura Henson | Maud Banks A. Griffin | 6-4, 6-3, 7-5 | Parcours |

## Parcours enGrand Chelem(partiel)

### En simple
Parcours non connu

### En double
Non connu